# Pedro Martínez
Pedro Martínez Portero (n. 26 aprilie 1997, Alcira⁠(d), Comunitatea Valenciană, Spania) este un jucător profesionist de tenis din Spania. Cea mai bună clasare a carierei la simplu a fost locul 40 mondial (9 mai 2022). El a câștigat turneul Chile Open, în 2022.

## Legături externe
- Materiale media legate de Pedro Martínez la Wikimedia Commons
- en Pedro Martínez la Association of Tennis Professionals